# Bardarash
Bardarash (kurdiska:بەردەڕەش, arabiska:بردرش) är en kurdisk stad i provinsen Dahuk i Irak. Staden ligger 70 kilometer nordväst om Arbil och 32 kilometer nordost om Mosul.